# Václav Hejna
Václav Hejna (30. května 1913 Vojnice – 9. července 1942 Pardubice) byl český odbojář a spolupracovník výsadku Silver A popravený nacisty.

## Život

### Civilní život
Václav Hejna se narodil 30. května 1913 ve Vojnicích v okrese Louny v rodině rolníka. Vystudoval lounské reálné gymnázium a poté učitelský ústav v Žatci. Jako učitel působil v Chabařovicích a Proboštově. Byl aktivním Sokolem. Po německém obsazení Sudet v roce 1938 musel opustit Proboštov a přestěhovat se do Červeného Kostelce k rodičům své manželky Emílie, rovněž učitelky. Učil ve Lhotě za Červeným Kostelcem, kde také do roku 1941, kdy došlo k zákazu spolku, vedl sokolský dorost.

### Protinacistický odboj
Po německé okupaci se Václav Hejna zapojil do sokolské odbojové organizace Jindra konkrétně její podkrkonošské skupiny S 21 B pod vedením učitele z Malých Svatoňovic Josefa Schejbala. Skupina vstoupila do spolupráce s výsadkem Silver A. Václav Hejna prováděl zpravodajskou činnost a vyhledával úkryty. Zatčen gestapem byl 1. července 1942. Během výslechů nic neprozradil čímž zachránil své spolupracovníky. Společně s dalšími odbojáři z podkrkonoší včetně Josefa Schejbala byl popraven na pardubickém zámečku 9. července 1942. Jeho tělo bylo spáleno v pardubickém krematoriu a popel vysypán do Labe. Jeho jméno nese základní škola v Červeném Kostelci.